# Guntis Ulmanis
Guntis Ulmanis (Riga, 1939. augusztus 13. –) lett közgazdász, politikus, az ország köztársasági elnöke 1993 és 1999 között.

## Élete
Nagyapja testvére, Kārlis Ulmanis volt a háború előtti Lettország utolsó köztársasági elnöke. Az 1940-es szovjet megszállást követően 1941-ben - kétéves korában - családjával együtt a szibériai Krasznojarszki határterületre deportálták, ahonnan csak 1946-ban térhettek vissza. A fővárosba nem költözhettek, kezdetben Ēdole falu (Kurzeme), majd később Jūrmala városa volt otthonuk. A jūrmalai középiskola elvégzését követően katonai szolgálatot teljesített, majd Rigában tanulhatott. A Lett Tudományegyetemen végzett közgazdászként, majd Riga város tanácstestületében dolgozott. 1965 és 1989 között tagja volt a Lett Kommunista Pártnak, de tisztséget nem töltött be. 1993-ban a Latvijas Zemnieku savienība (rövidítve: LZS, magyarul kb.: Lett Mezőgazdasági Termelők Pártja) jelöltjeként köztársasági elnöknek választották.
Elnöksége alatt vonult ki az orosz hadsereg Lettországból, az erről szóló szerződések megkötésében Guntisnak jelentős szerepe volt. 1994-ben fogadta el a lett parlament az állampolgársági törvényt. 1996-ban Ulmanist újraválasztották, második elnökségi ciklusa alatt érte el a halálbüntetés eltörlését, és sok erőfeszítést tett országa nemzetközi szervezetekbe való felvételéért, Lettország uniós integrációjáért. Sokat foglalkozott történelemtudományi kérdésekkel, ő állította fel azt a történészekből álló kutatócsoportot, ami országának a szovjet megszállás időszaka alatti történetének kutatása volt a feladata.
A lett alkotmány értelmében harmadik alkalommal már nem jelöltethette magát Ulmanis, így elnöki megbízása végeztével 1999-ben leköszönt, utódja Vaira Vīķe-Freiberga asszony lett.
| Elődje: Anatolijs Gorbunovs | Lettország köztársasági elnöke 1993–1993 | Utódja: Vaira Vīķe-Freiberga |